# Jürgen Lenssen

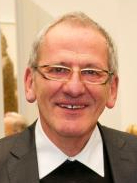
Jürgen Lenssen (2012)

Jürgen Lenssen (* 11. Mai 1947 in München Gladbach, ab 1960 Mönchengladbach) ist ein deutscher katholischer Priester, ehemaliger Domkapitular des Bistums Würzburg, Autor von Schriften zur Kunstdeutung und Kunstschaffender.

## Leben
Jürgen Lenssen studierte Theologie, Kunstgeschichte und Volkskunde in Würzburg, Münster und Osnabrück. Am 27. November 1971 wurde er in Osnabrück durch Bischof Helmut Hermann Wittler zum Priester geweiht. Als Kaplan kam er in das Bistum Würzburg, wo er ab 1975 Kuratus und Dekanatsjugendseelsorger in Dittelbrunn und ab 1981 Pfarrer in Glattbach war. 1988 wurde er zum Dr. theol. promoviert. 1989 folgte die Ernennung zum Ordinariatsrat in Würzburg, 1991 die Aufnahme ins Domkapitel. Seit 1992 ist er Direktor der damals neu errichteten Stiftung Kunstsammlung der Diözese Würzburg. Von 1999 bis 2003 war er Präsident der Deutschen Gesellschaft für christliche Kunst e. V.
2002 leitete Lenssen die Neugestaltung der Wallfahrtskirche Maria im Weingarten bei Volkach, für die er den Zelebrationsaltar, den Ambo, das Chorgestühl und ein Altarbild schuf. Von 2007 bis 2009 leitete er die groß angelegte Renovierung und Neugestaltung des Würzburger Neumünsters, an der er namhafte zeitgenössische Künstler beteiligte. Altar, Ambo und Taufstein, zwei Reliquienschreine, der Radleuchter in der Kiliansgruft und die Apostelstelen in der Johanneskrypta entstanden nach seinen Entwürfen. Ab dem 10. Mai 2017 ist er als Domkapitular im Ruhestand.

## Ehrungen
2007 erhielt Jürgen Lenssen das Bundesverdienstkreuz am Bande, 2009 den Kulturpreis der Stadt Würzburg.
Er ist seit 1995 Ehrenmitglied der katholischen Studentenverbindung K.D.St.V. Franco-Raetia zu Würzburg im CV.